# Ołdaki-Stefanowo
Ołdaki-Stefanowo – część wsi Ołdaki w Polsce, położona w województwie mazowieckim, w powiecie pułtuskim, w gminie Gzy.
W latach 1975–1998 Ołdaki-Stefanowo administracyjnie należały do województwa ciechanowskiego.